# Szułuta (rejon zaigrajewski)
Szułuta (ros. Шулута) – wieś (ułus) w Rosji, w Buriacji, w rejonie zaigrajewskim. W 2010 liczyła 186 mieszkańców.